# In de witte hel
In de witte hel is het 116de stripverhaal uit de reeks van De Rode Ridder. Het is geschreven en getekend door Karel Biddeloo. De eerste albumuitgave was in 1986. Het vormt een geheel met het opvolgende verhaal: De magische scepter.

## Het verhaal
De Rode Ridder is samen met kapitein Thorwald en zijn Vikingen verdwaald op zee. Hun boot wordt gegrepen door de maalstroom en de gehavende boot komt in poolgebied terecht. Daar maken ze kennis met de Asys en hun aartsvijanden de Poolkrijgers. Na een aanval van de Poolkrijgers wordt het gezelschap gered door de Asys en begeleid naar hun stad: Vorstheim. Daar maakt Johan kennis met de keizerin, Amargith en haar dienares Zovadia. Om Johan te testen gaan ze op sneeuwtijgerjacht. Ze lopen echter in een hinderlaag van de Poolkrijgers die ze maar op het nippertje kunnen ontlopen en worden belaagd door een mysterieuze gedaante in het noorderlicht. De Rode Ridder is echter geraakt door een gifpijl en kan slechts genezen worden door de magische scepter van de Asys. Zovadia blijkt echter Demoniah te zijn en meesteres van de Poolkrijgers. Na een korte worsteling neemt ze de keizerin gevangen en ontvoert ze haar. In haar haast vergeet Demoniah echter de scepter. Johan, die net te laat op de plek des onheils aankomt kan nog de eis van Demoniah horen om de scepter alleen te komen brengen.